# ترنکویلو کاپوزو
ترنکویلو کاپوزو (انگلیسی: Tranquilo Capozzo)‏ (۲۵ ژانویه ۱۹۱۸ - ۱۴ مه ۲۰۰۳) قایقران روئینگ اهل آرژانتین و برنده مدال طلای بازی‌های المپیک تابستانی ۱۹۵۲ بود.